# Dalbergia lakhonensis
Dalbergia lakhonensis är en ärtväxtart som beskrevs av François Gagnepain. Dalbergia lakhonensis ingår i släktet Dalbergia, och familjen ärtväxter.

## Underarter
Arten delas in i följande underarter:
- D. l. appendiculata
- D. l. lakhonensis